# Velma Dunn
Velma Dunn (9 ottobre 1918 – 8 maggio 2007) è stata una tuffatrice statunitense.

## Carriera
Ha rappresentato gli Stati Uniti d'America ai Giochi olimpici di Berlino 1936, vincendo una medaglia d'argento.

## Palmarès
- Giochi olimpici

Berlino 1936: argento nella piattaforma 10 m.